# Науменко, Николай Фёдорович
 Николай Фёдорович Науменко (17 октября 1901 — 7 июля 1967) — советский военачальник, участник Великой Отечественной войны, генерал-полковник авиации.

## Биография
Николай Фёдорович Науменко родился 17 октября 1901 года в станице Терской ныне Моздокского района Северной Осетии. Из семьи терского казака (кроме Николая, в семье был ещё один сын и 4 дочери). Детство провёл в Петрограде, где в 1917 году окончил Высшее городское училище. В составе отряда Красной Гвардии участвовал в Октябрьской революции.
В Красной Армии с 1918 года: служил красноармейцем, затем помощником начальника конной разведки, затем командиром кавалерийского взвода участвовал в Гражданской войне в России. В боях был дважды ранен.
После окончания войны в 1925 году окончил Тверскую кавалерийскую школу. В 1928 окончил школу лётчиков-наблюдателей в Ленинграде и после этого проходил службу на должностях младшего, затем старшего лётчика-наблюдателя, помощника начальника, затем начальника штаба авиационной эскадрильи. В 1934 году окончил КУНС ВВС РККА и с марта того же года командир отдельного авиационного отряда. В 1936 году окончил курсы по подготовке лётчиков при 1-й военной школе лётчиков в н. п. Кача, затем с декабря того же года командовал скоростной бомбардировочной авиационной эскадрильей. С апреля 1938 года командир 58-го скоростного бомбардировочного авиационного полка, с августа 1938 года — 55-й легкобомбардировочной авиационной бригады. Руководил боевыми действиями бригады в советско-финской войне, при этом лично совершил 25 боевых вылетов. Летом 1940 года назначен командиром 2-й смешанной авиационной дивизии. С мая 1941 года командующий ВВС Орловского военного округа.
После начала Великой Отечественной войны Н. Ф. Науменко назначен заместителем командующего ВВС Западного фронта. После ареста командующего ВВС Западного фронта генерал-майора Таюрского Андрея Ивановича исполнял обязанности командующего ВВС Западного фронта с 2 июля по 16 августа 1941 года.  Действуя в сложной обстановке начального периода войны, организовал боевые действия авиации на смоленском направлении. 29 октября 1941 года ему было присвоено воинское звание «генерал-майор авиации». С конца декабря 1941 года по февраль 1942 года повторно назначен на должность исполняющего обязанности командующего ВВС Западного фронта, участвовавшего в битве под Москвой. С февраля 1942 года — заместитель командующего ВВС Закавказского фронта, с образованием 4-й воздушной армии Закавказского фронта стал заместителем её командующего. С сентября 1942 года по май 1943 года командовал 4-й воздушной армией. Руководил боевыми действиями авиации в Битве за Кавказ, воздушных сражениях на Кубани, а также при поддержке сухопутных войск в Краснодарской наступательной операции. С мая 1943 года до конца войны генерал-лейтенант авиации. Н. Ф. Науменко — командующий 15-й воздушной армией. В составе Брянского фронта лётчики армии сражались в ходе Орловской и Брянской наступательных операциях. В составе 2-го Прибалтийского фронта 15-я воздушная армия отличилась в Ленинградско-Новгородской, Прибалтийской и Восточно-Прусской наступательных операциях. С мая 1943 года и до конца войны летчики 15-й воздушной армии совершили около 150 тысяч боевых вылетов, сбили в воздушных боях 1800 самолётов противника и нанесли значительный урон его сухопутным войскам.

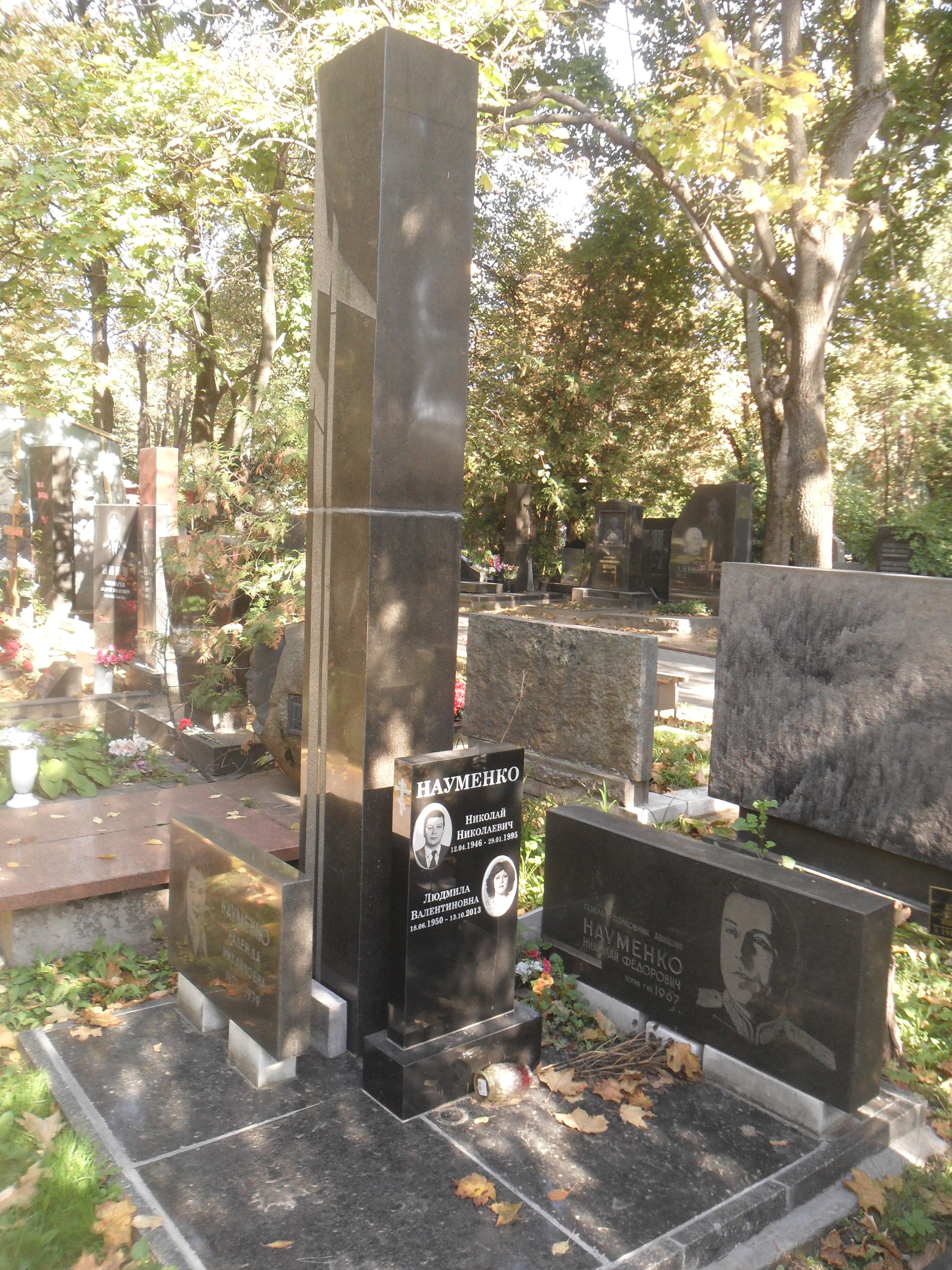
Могила Науменко на Новодевичьем кладбище Москвы.

После войны до мая 1950 года Н. Ф. Науменко продолжал командовать 15-й воздушной армией, затем в распоряжении Главнокомандующего ВВС. С января 1953 года в отставке по состоянию здоровья.
7 июля 1967 года погиб в автокатастрофе.

## Награды
- орден Ленина (21.02.1945),[3]
- 5 орденов Красного Знамени (22.02.1938, 7.04.1940, 2.01.1942, 3.11.1944, 6.11.1947)
- орден Суворова 1-й степени (30.08.1943),
- орден Кутузова 1-й степени (22.02.1943),
- 2 ордена Суворова 2-й степени (30.08.1943, 29.07.1944),
- орден Отечественной войны 1-й степени (13.12.1942),
- орден Красной Звезды (25.05.1936),
- медали[4].